# Franse presidentsverkiezingen 2002
De Franse presidentsverkiezingen van 2002 waren de achtste presidentsverkiezingen tijdens de Vijfde Franse Republiek.
De verkiezingen werden gewonnen door zittend president Jacques Chirac. Hij kreeg 82% van de stemmen in de tweede ronde. Nooit had een presidentskandidaat zoveel stemmen gekregen. De belangrijkste verklaring hiervoor is dat de tegenkandidaat de extreemrechtse Jean-Marie Le Pen van het Front National (Nationaal Front) was. Veel kiezers die normaal op een linkse kandidaat stemden zagen zich gedwongen om tijdens de tweede ronde op de rechtse Chirac te stemmen.

## Eerste ronde
De eerste ronde van Franse presidentsverkiezingen vond op 21 april 2002 plaats. Hoofdrollen waren weggelegd voor zittend president Jacques Chirac van de Rassemblement pour la République (RPR) en premier Lionel Jospin van de Parti Socialiste (PS). In de aanloop naar de presidentsverkiezingen richtten beide kandidaten zich vooral op de gematigde kiezers. Zowel Chirac als Jospin gingen ingewikkelde vraagstukken uit de weg. Mede hierdoor verwachtten sommigen dat enkele outsiders het mogelijk ver zouden schoppen. Men dacht hierbij vooral aan François Bayrou van de gematigde (centrisme) Union pour la Démocratie Française (UDF) en de uiterst linkse, trotskistische Arlette Laguiller van de Lutte Ouvrière (LO). Jean-Marie Le Pen, de leider van het extreemrechtse Front National (FN) werd kansloos geacht.
Jospin deed het bij de eerste ronde op 21 april bijzonder slecht: hij kreeg maar 16,18% van de stemmen. Beter deed Chirac het: hij kreeg 19,88% van de stemmen en won de eerste ronde. Verrassend was echter het resultaat voor Le Pen die 16,86% van de stemmen kreeg. De kansloos geachte extreemrechtse kandidaat had meer stemmen gekregen dan de socialist Jospin. Le Pen was tweede geworden in de eerste ronde. De opkomst was 72%.
De uitslag betekende het einde van de politieke carrière van Jospin, die direct zijn ontslag aanbood als premier.

### Uitslag eerste ronde

Stemgedrag in de Franse kiesdistricten. Lichtblauw: Chirac; Roze: Jospin; Donkerblauw: Le Pen

| Jacques Chirac          | Rassemblement pour la République                     | 5.665.855  | 19,88% |
| Jean-Marie Le Pen       | Front National                                       | 4.804.713  | 16,88% |
| Lionel Jospin           | Parti Socialiste                                     | 4.610.113  | 16,18% |
| François Bayrou         | Union pour la Démocratie Française                   | 1.949.170  | 6,84%  |
| Arlette Laguiller       | Lutte Ouvrière                                       | 1.630.045  | 5,72%  |
| Jean-Pierre Chevènement | Mouvement des Citoyens                               | 1.518.528  | 5,33%  |
| Noël Mamère             | Les Verts                                            | 1.495.724  | 5,25%  |
| Olivier Besancenot      | Ligue Communiste Révolutionnaire                     | 1.210.562  | 4,25%  |
| Jean Saint-Josse        | Chasse, Pêche, Nature, Traditions                    | 1.204.689  | 4,23%  |
| Alain Madelin           | Démocratie Libérale                                  | 1.113.484  | 3,91%  |
| Robert Hue              | Parti Communiste Français                            | 960.480    | 3,37%  |
| Bruno Mégret            | Mouvement National Républicain                       | 667.026    | 2,34%  |
| Christiane Taubira      | Parti Radical de Gauche                              | 660.447    | 2,32%  |
| Corinne Lepage          | Citoyenneté Action Participation pour le XXIe Siècle | 535.837    | 1,88%  |
| Christine Boutin        | Forum des Républicains Sociaux                       | 339.112    | 1,19%  |
| Daniel Gluckstein       | Parti des Travailleurs                               | 132.686    | 0,47%  |
| Totaal (opkomst 71,6%)  |                                                      | 28.498.471 | 100%   |
| Bron:                   |                                                      |            |        |

## Tweede ronde
In aanloop naar de tweede ronde, voerden Chirac en Le Pen een felle campagne en probeerden de kiezers voor hun standpunten te winnen. Op 24, 25 en 27 april 2002 vonden er massale anti-Le Pen demonstraties plaats. Aan de demonstratie van 25 april namen 250.000 mensen deel. Op 1 mei vond, tijdens de jaarlijkse Front National bijeenkomst in Parijs, een grote Le Pen-gezinde demonstratie plaats waaraan 20.000 mensen deelnamen. Ruim 1.300.000 mensen gingen die dag in heel Frankrijk de straat op om tegen Le Pen en extreemrechts te demonstreren.

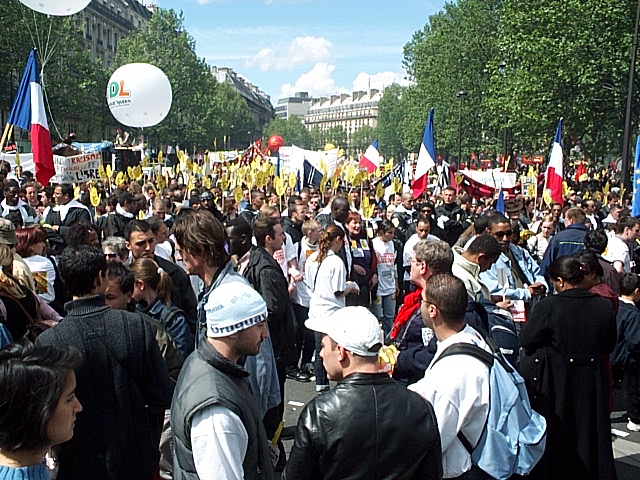
Anti-Le Pen demonstraties op 1 mei (Dag van de Arbeid)

De tweede ronde vond op 5 mei 2002 plaats. De opkomst was 80%. Chirac kreeg 82,2% van de stemmen en Le Pen 17,8% van de stemmen. Het leek dus - op het eerste gezicht - een grote overwinning over Chirac. In werkelijkheid stemden veel Fransen die normaal gesproken op een andere partij stemden op Chirac om te voorkomen dat de extreemrechtse Le Pen president zou worden.

### Uitslag tweede ronde
| Kandidaat               | Partij                           | Stemmen    | %     |
| ----------------------- | -------------------------------- | ---------- | ----- |
| Jacques Chirac          | Rassemblement pour la République | 25.537.956 | 82,2% |
| Jean-Marie Le Pen       | Front National                   | 5.525.032  | 17,8% |
| Totaal (opkomst 79,71%) |                                  | 31.062.988 | 100%  |
| Bron:                   |                                  |            |       |